# Qui t'a dit?
Qui t'a dit? è un singolo del gruppo rap francese Sexion d'Assaut, pubblicato nel 2011 e proveniente dall'album Les chroniques du 75 Vol. 2 (contenuto anche in En attendant L'Apogée: Les Chroniques du 75).
Il video musicale vede protagonisti Maître Gims, Lefa e Black M, ambientato in un ospedale psichiatrico, insieme ad altri "pazienti".

## Classifiche
| Classifica (2012) | Posizione massima |
| ----------------- | ----------------- |
| Francia           | 18                |
| Belgio (Vallonia) | 2                 |